# 努烏泰雷島

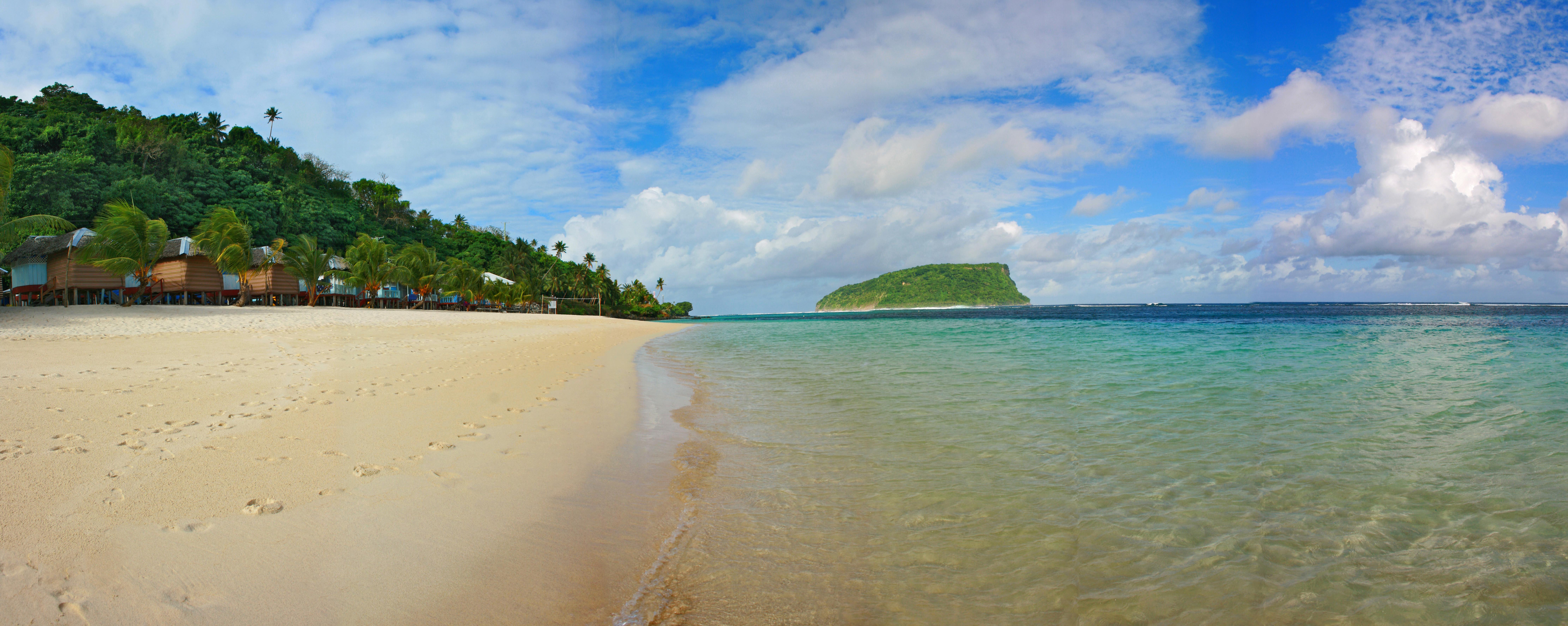

努烏泰雷島是南太平洋國家薩摩亞的島嶼，屬於阿萊帕塔群島的一部分，位於烏波盧島以東1.3公里，面積1.08平方公里，最高點海拔高度180米。

## 外部連結
- . 全球火山作用计划. 史密森尼学会. (includes Nu'utele)
- Some information about Nu'utele and Nu'ulua.（页面存档备份，存于）

14°03′47″S 171°25′23″W / 14.063°S 171.423°W